# 北投垃圾焚化廠
北投垃圾焚化廠，又稱北投焚化爐。位於臺北市北投區，1990年興建，1999年啟用，處理垃圾量1800噸/天，廠區內設有回饋設施洲美運動公園。

## 沿革
民國80年7月1日，成立士林垃圾焚化廠。84年7月1日，因廠址劃歸北投區，故改名北投垃圾焚化廠。
廠區主要可分為廠房區、管理大樓區、洲美運動公園回饋設施區等三部分。
87年1月27日，焚化爐完工進行試運轉。
89年1月1日，旋轉餐廳摘星樓開幕。
92年1月3日，飛灰固化設備開始運轉。
93年7月17日，運動公園回饋設施開幕。

## 組織架構

### 廠本部
- 廠長
- 副廠長
- 秘書
- 正工程司

### 內部單位
- 第一組：垃圾焚化作業、公害防治規劃與灰渣處理、機具器械保養維護、進廠車輛管理等事項
- 第二組：垃圾焚化之運轉操作、污染防制、鍋爐發電操作、儀錶、電氣等設備之管理
- 第三組：文書、印信、典守、財產之管理、庶務、出納及不屬各組室事項
- 勞安室：依法辦理勞工安全衛生事項
- 會計室：辦理歲計、會計、統計事項
- 人事室：人事管理
- 政風室：端正政風、公務機密及設施維護等事項

## 歷任首長
| 任期          | 姓名   | 就職期間                                          |
| ------------- | ------ | ------------------------------------------------- |
| 第1任（代理） | 陳咸亨 | 80/7/1 至 81/2/14                                 |
| 第2任         | 鍾瑞源 | 81/2/15 至 88/10/15                               |
| 第3任         | 朱九龍 | 88/10/16 至 89/11/7                               |
| 第4任         | 詹炯淵 | 89/11/8 至 91/1/29                                |
| 第5任         | 盤治郎 | 91/1/30 至 91/8/8                                 |
| 第6任         | 蕭少基 | 91/8/9 至 96/3/22                                 |
| 第7任         | 謝卓倫 | 96/3/23 至 97/7/6                                 |
| 第8任（代理） | 蔡崇助 | 97/7/7 至 97/8/24                                 |
| 第9任         | 傅良枝 | 97/8/25 至 106/3/30                               |
| 第10任        | 邱一流 | 106/3/31 至 106/4/11（代理） 106/4/12 至 107/1/21 |
| 第11任        | 吳文園 | 107/1/22 至今                                     |

## 諸元
- 廠區面積：總面積約10.61公頃[2]
- 焚化爐床：4組[1]
- 處理容量：18.75公噸/時/組
- 焚化爐型：Von-Roll Stoker Type
- 爐溫：攝氏850度~1050度
- 供排氣設備:4組
- 廢熱鍋爐:4組
- 廢熱蒸汽產量:61公噸/時/組
- 廢熱蒸汽溫度:攝氏400度
- 設計處理量：1800噸/天
- 煙囪高度: 150公尺
- 能源回收: 發電量48000kw[2]
- 底碴重金屬毒性溶出量（單位:mg/L）: 鉛（0.25-2.20）、鎘（ 0.017-0.226）、汞（ ND-0.0065）、砷（ND-0.002）、鉻（ND-0.072）、六價鉻（ND-0.02）。[3]

## 爭議事件
- 1998年7月7日，北投區洲美里里長表示北投焚化廠附近持續有農作物枯死，臺北市政府會勘結果表示與雨水過多有關。[2]
- 2001年5月16日，士林、北投區五十多位里長與臺北市議員在北市環保局配合下前往北投焚化廠臨檢，發現民間代理清運垃圾車有醫療廢棄物企圖偷渡入廠焚燒。
- 2002年10月29日，北投區唭哩岸環保志工團兩度進入北投焚化廠突擊檢查，查到事業廢棄物偷渡入廠。
- 2003年1月23日，臺灣士林地方法院檢察署檢察官呂永魁查扣北市環保局垃圾車，查獲未分類垃圾進廠燃燒，認定有嚴重行政疏失。一輛民營垃圾車查獲載運醫療廢棄物進廠，被移送法辦。
- 2003年4月22日，北市環保局委託國立中央大學做的研究報告，發現北投焚化廠附近居民有三分之一受到北投廠臭味的干擾。距離焚化廠兩公里內的吉慶里、立賢里、尊賢里和洲美里等四個里受到干擾，以吉慶里所受臭味的影響最大。[2]

## 洲美運動公園回饋設施

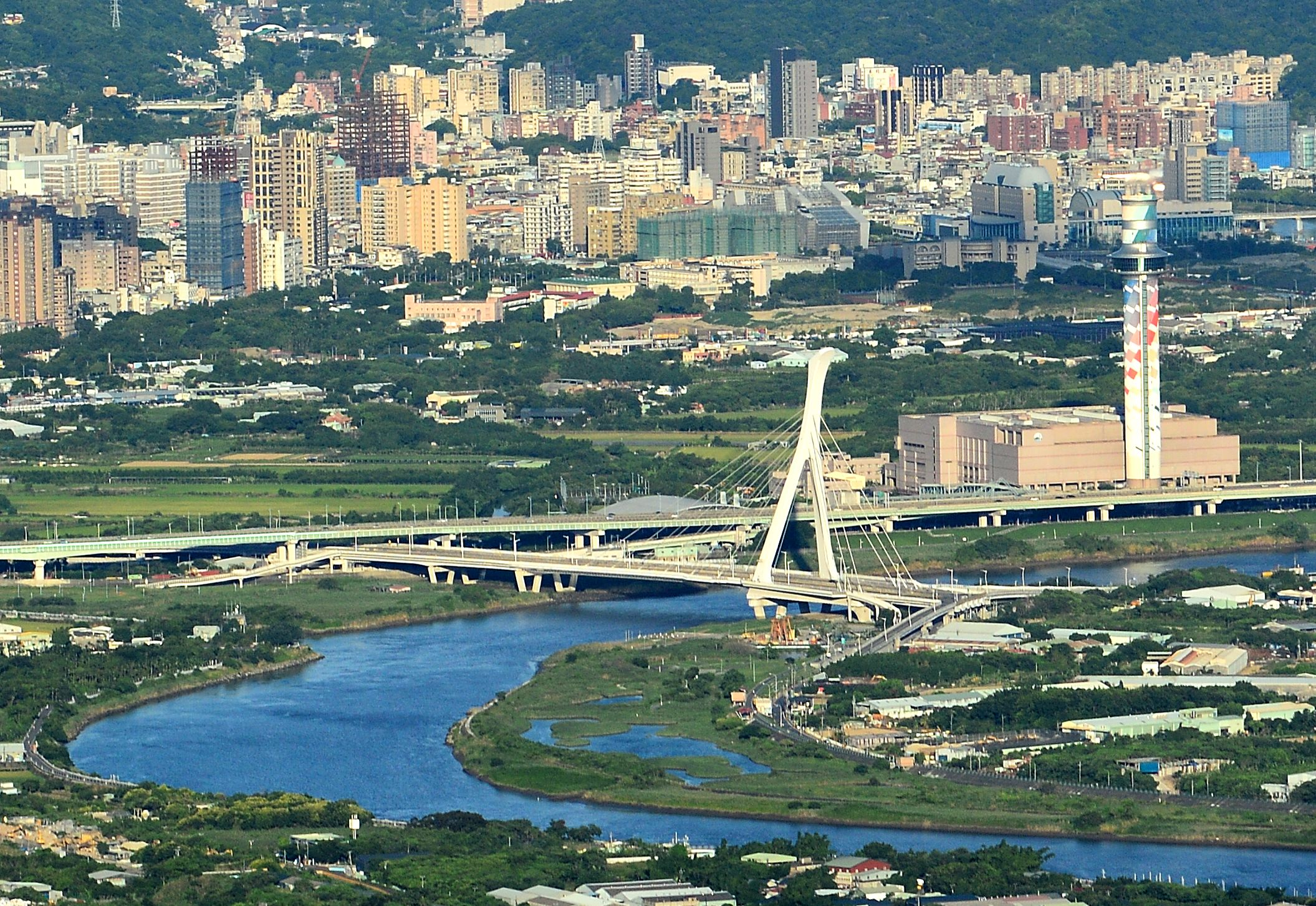
北投垃圾焚化廠vs社子大橋

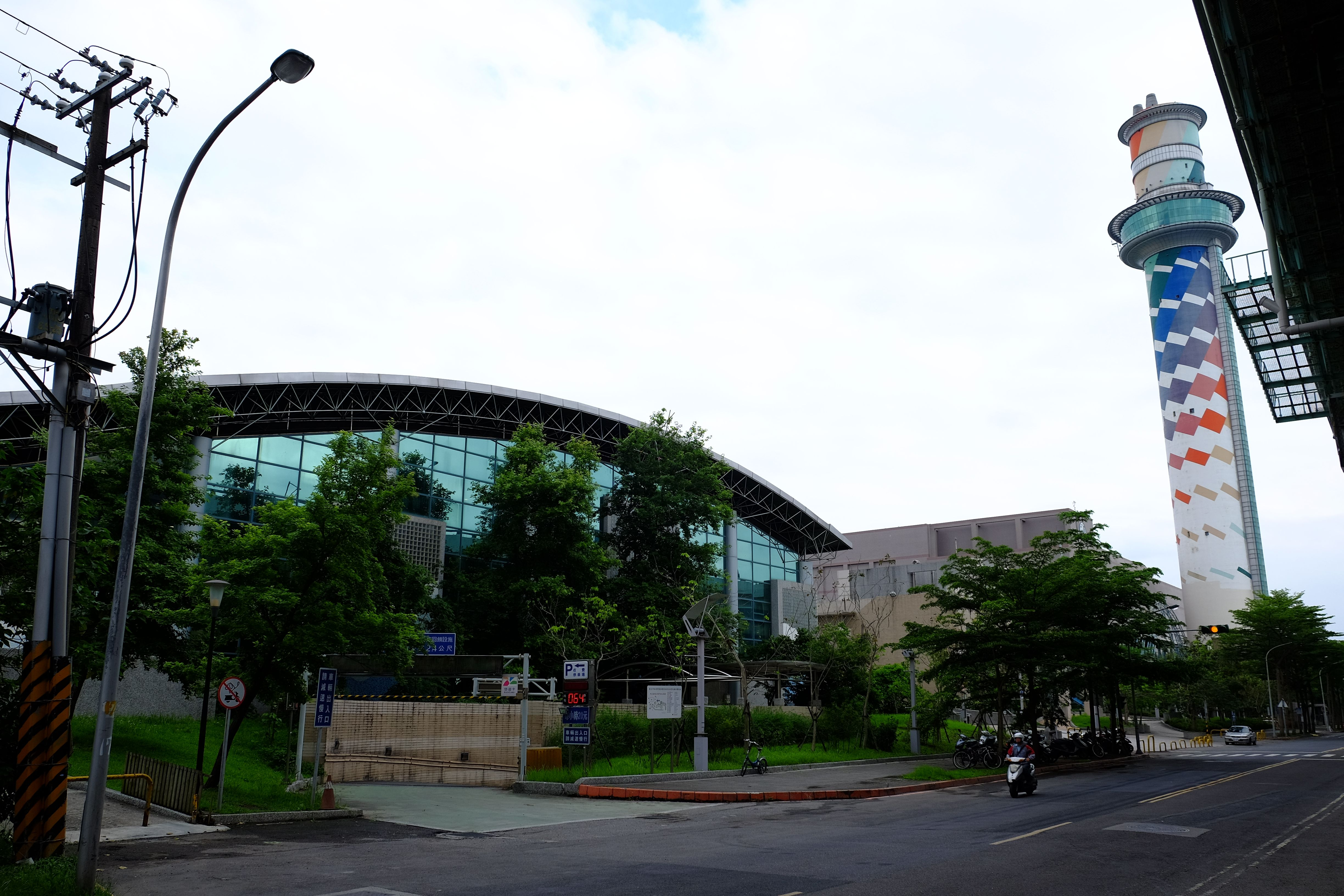
洲美運動公園回饋設施

- 主題館(含交誼廳、健身房、K書中心、視聽室、餐廳)
- 游泳館
- 戶外運動公園
- 籃球場
- 網球場
- 地下停車場
- 托兒所

## 外部連結
- 北投垃圾焚化廠官方網站（页面存档备份，存于）
- 北投焚化廠觀景台  臺北旅遊網